# El abanico de Lady Windermere
El abanico de Lady Windermere (Lady Windermere's Fan) es una obra de teatro de Oscar Wilde que se divide en cuatro actos, estrenada el 20 de febrero de 1892 en el Teatro St James.

## Sinopsis
Lady Windermere se entera de que su marido puede estar manteniendo una relación con otra mujer. La duquesa de Berwick es la que ha delatado al marido. Cuando la duquesa de Berwick se retira con su hija, Lady Agatha, entra Lord Windermere en escena. Lady Windermere se enfrenta con su esposo y le pide explicaciones, pero él rechaza las acusaciones e invita a la supuesta amante, Mrs. Erlynne, al baile de cumpleaños de su mujer, para reincorporar a Mrs. Erlynne a la sociedad.
Ultrajada por la infidelidad de su marido, Lady Windermere decide abandonarlo para seguir a Lord Darlington, un amigo que acaba de confesarle su amor, pero que Lady Windermere rechaza.
Tras enterarse de lo sucedido, Mrs. Erlynne sigue a Lady Windermere hasta casa de Lord Darlington e intenta convencerla para que vuelva con su marido. Mrs. Erlynne le dice a Lord Augustus que retenga a Lord Windermere en el club, para que no se percate de la presencia de Lady Windermere.
Tras una discusión en la que finalmente, Lady Windermere cede a la pretensión de regresar al hogar, ambas mujeres deben esconderse, al oír a varios caballeros que se acercan, entre ellos Lord Windermere y Lord Darlington. Cuando los hombres entran en la casa conversan poco tiempo, pero el Sr. Dumby, uno de los amigos de Lord Windermere, encuentra el abanico de lady Windermere, y él reconoce el abanico de su mujer, acusa a Lord Darlington de tener a su mujer escondida en algún lugar y exige que el apartamento sea registrado. Entonces aparece Mrs. Erlynne y confiesa que ha cogido el abanico por error. De ese modo, sacrifica su reputación para salvar el matrimonio de Lady Windermere.

## Versiones cinematográficas

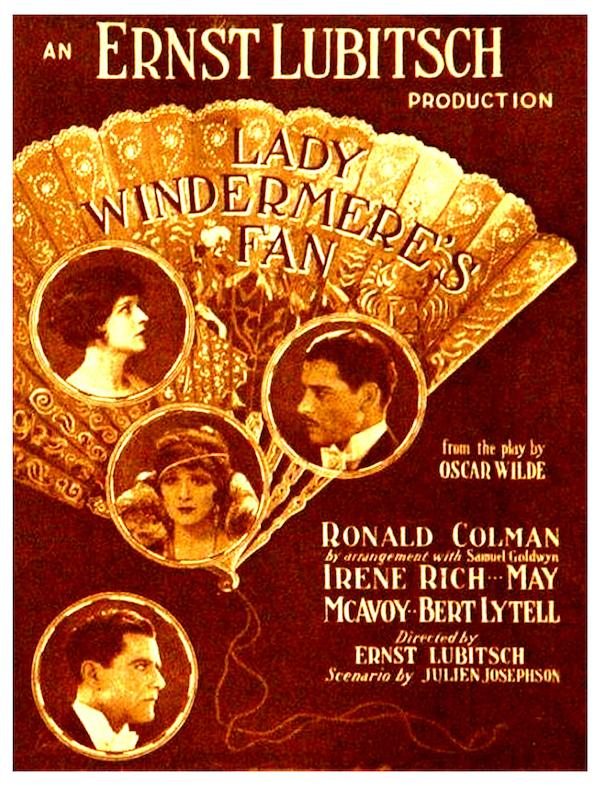
Cartel de la de 1925

En 1925 Ernst Lubitsch dirigió la película muda estadounidense Lady Windermere's Fan interpretada por Ronald Colman, May McAvoy y Bert Lytell.
En 1948 Luis Saslavsky dirigió la película argentina Historia de una mala mujer basada en la obra.
En 1949 Otto Preminger dirige una nueva versión de esta obra bajo el título de The Fan, estrenada en España bajo el título de la obra en original, y protagonizada por Jeanne Crain, Madeleine Carroll, George Sanders y Richard Greene.
En 2004 se hizo una adaptación ambientada en la costa amalfitana titulada A good woman (Una buena mujer, en español), dirigida por Mike Barker e interpretada por Helen Hunt, Mark Umbers, Scarlett Johansson, Stephen Campbell Moore y Tom Wilkinson.

## Representaciones en lengua española
La obra se estrenó en España, con traducción de Ricardo Baeza, en el Teatro de la Princesa de Madrid en 1920, por la compañía de María Guerrero y Fernando Díaz de Mendoza. Junto a ellos, intervinieron en el espectáculo, entre otros, Josefina Díaz de Artigas, Fernando Díaz de Mendoza y Guerrero y José Santiago. La pieza se repuso en 1929 en el Teatro Centro de Madrid por la compañía de Lola Membrives; en 1931 en el Teatro Español, con Ana Adamuz y María Guerrero López. En 1992 se estrenó una versión libre, de Ana Diosdado, con el título de La importancia de llamarse Wilde.
En 1944, Juan José Ortega dirigió en México una película cuyo guion se basó en una adaptación del dramaturgo Luis G. Basurto, en la que la actriz Susana Guízar hizo el papel de Lady Margarita Windermere, y Anita Blanch apareció como Mistress Erlynne. En 1947, la actriz mexicana de Hollywood Dolores del Río, protagonizó en Argentina una versión  cinematográfica de la obra titulada Historia de una mala mujer, dirigida por Luis Saslavsky. Ante el éxito de la película, Dolores del Río protagonizó en México la versión teatral en 1958, en el Teatro Virginia Fábregas de la Ciudad de México, al lado del actor Carlos Navarro. Dolores llevó su versión a Argentina en el mismo año, representándola en el Teatro El Nacional, al lado del actor Alberto Closas.
TVE emitió una adaptación el 3 de noviembre de 1967 en el espacio Teatro de siempre, con actuación de Pablo Sanz, Juan Diego, Víctor Valverde, Luisa Sala, Asunción Villamil, Nicolás Dueñas, Elena María Tejeiro, Paloma Pagés, Manuel Torremocha y Raquel Rojo. Una nueva versión data del 6 de febrero de 1981, en Estudio 1, dirigida por Antonio Chic y con actuación de Mercedes Alonso, Luis Fenton, Carmen Elías, Pep Torrents, Paquita Ferrándiz, Jordi Serrat, Joan Borràs, Antonio Lara, Vicky Peña, Fernando Ulloa, Alfonso Zambrano, Margarita Torino, Conchita Bardem, Maria Lluisa Solsona, Montserrat Julió, Montse Guarro, Luis Padrós, Dolors Ducastella, Rosa García, Laura Sánchez, Lidia Carreras, Lourdes Maira, Fabià Matas, Ramon Gils, Eugenio Parma, Josep Tió, Vicente López.